# Skaftárhreppur
Pronunciação
Skaftárhreppur é um município da Islândia. Em 2021 tinha uma população estimada em 624 habitantes.